# Рыбный (Николаевский район)
Рыбный — опустевший посёлок в Николаевском районе Волгоградской области России. Входит в состав Левчуновского сельского поселения.

## История
В соответствии с Законом Волгоградской области от 14 февраля 2005 года № 1005-ОД посёлок вошёл в состав образованного Левчуновского сельского поселения.

## География
Расположен на северо-востоке региона, на левом берегу Волгоградского водохранилища. Примыкает

## Население
| 2010 |
| ---- |
| 0    |

Национальный состав
Согласно результатам переписи 2002 года, в национальной структуре населения
русские составляли 97 % из общей численности населения в 33 чел..

## Инфраструктура
Было развито рыбное хозяйство.

## Транспорт
Водный и автомобильный транспорт.
Выезд по просёлочной дороге к автомобильной дороге регионального значения «Самара — Пугачев — Энгельс — Волгоград» (идентификационный номер 18 ОП РЗ 18Р-2).